# 栃木県道193号雀宮真岡線

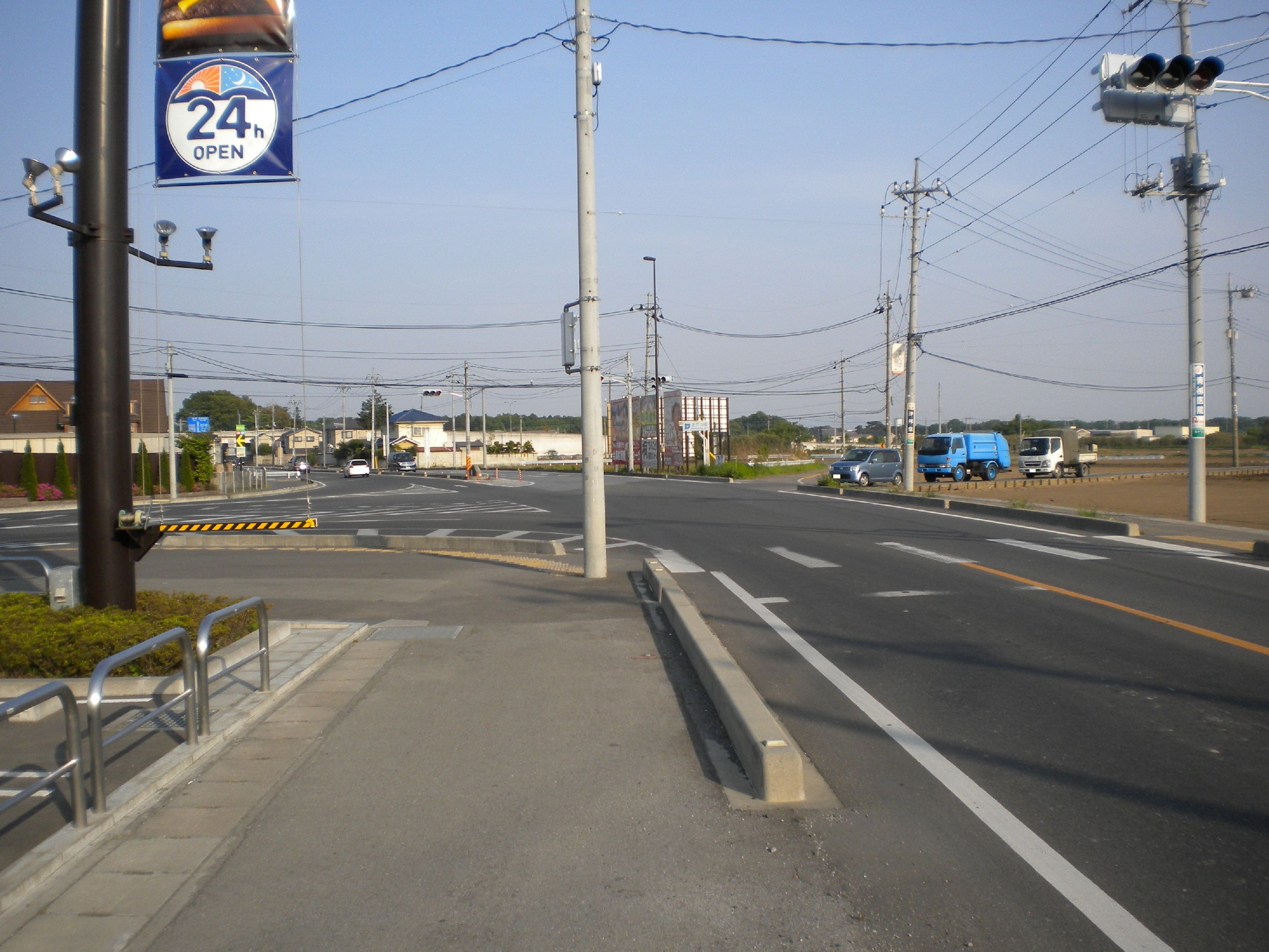
宇都宮市東谷町付近
インターパーク宇都宮南南側入口となっている、交差点部分が上三川町との市町境

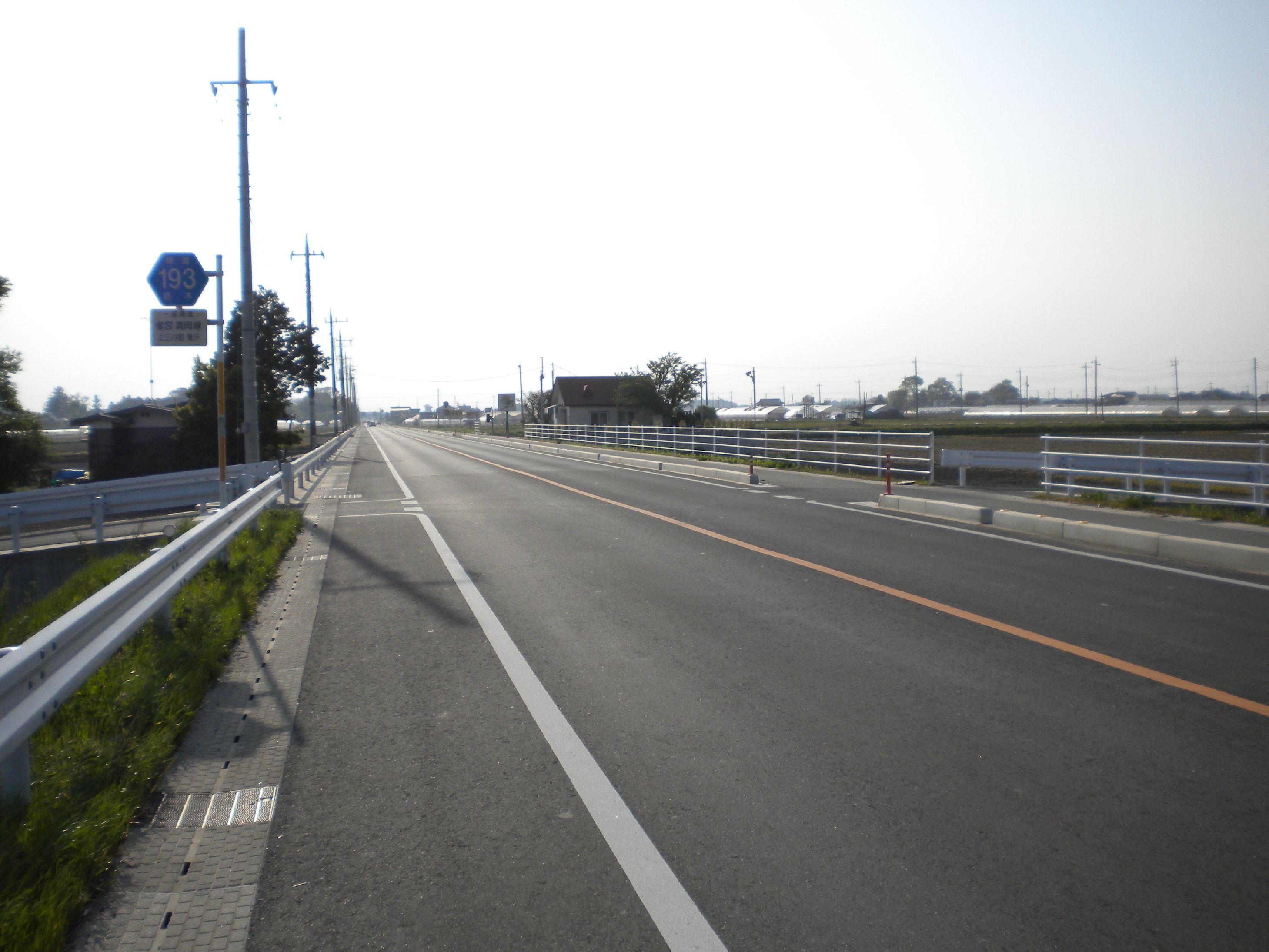
上三川町東汗付近

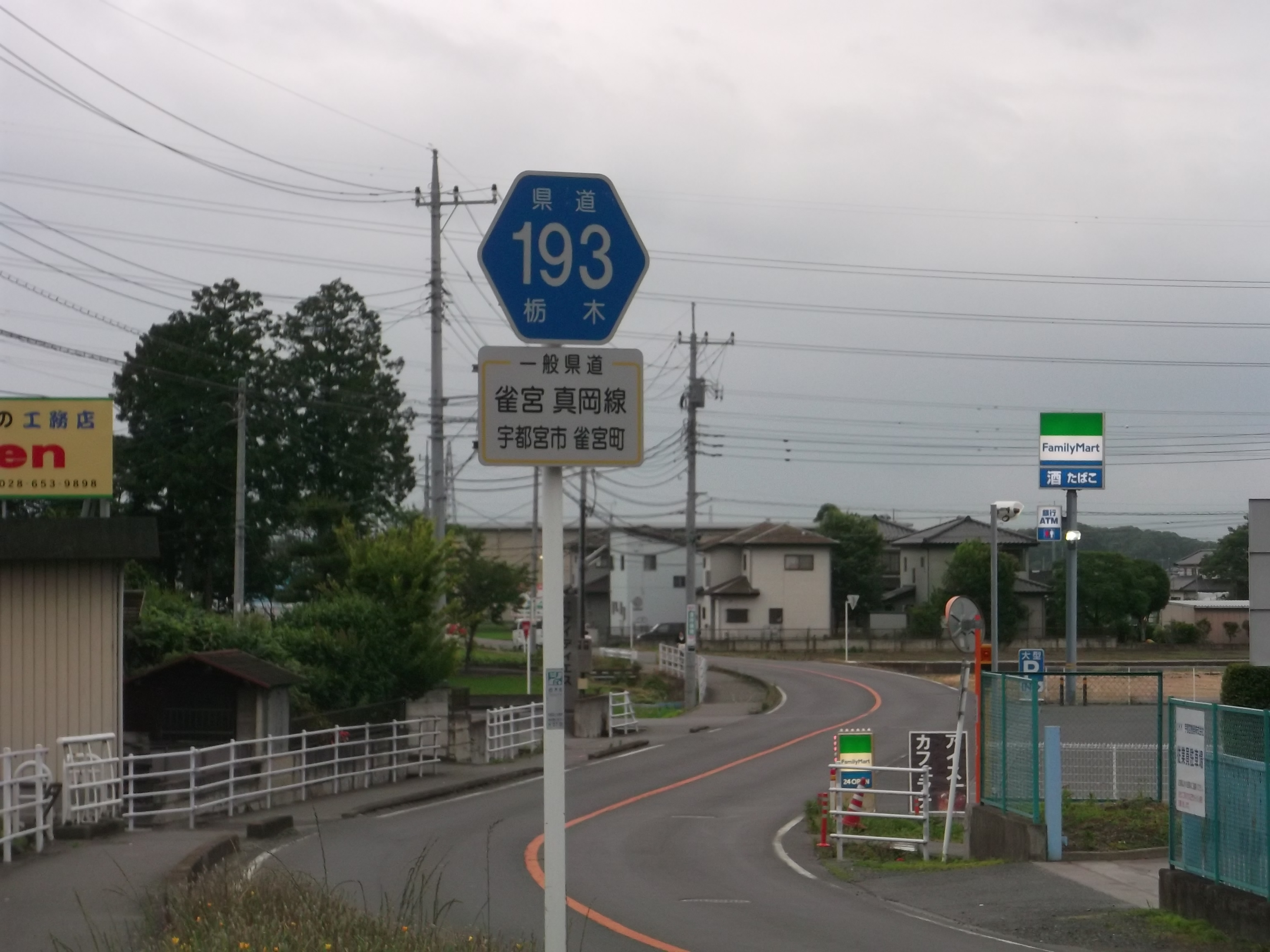
宇都宮市雀宮町

栃木県道193号雀宮真岡線（とちぎけんどう193ごう すずめのみやもおかせん）は、栃木県宇都宮市から真岡市に至る一般県道である。

## 概要
宇都宮市南部の雀宮地区（旧雀宮町）から真岡第二工業団地を経由し真岡市市街地に至る。宇都宮市南部や真岡方面から北関東自動車道宇都宮上三川インターチェンジや新4号国道、北関東随一の商業集積地区「インターパーク宇都宮南」への最短アクセス道路として、また沿道に日産自動車栃木工場や真岡工業団地を擁するため車両通行台数が激増している。

## 路線データ
- 総延長：13.503km（旧道区間を除く）
- 実延長：11.847km（旧道区間を除く）
- 起点：栃木県宇都宮市新富町（末広交差点＝国道4号交点）
- 終点：栃木県真岡市並木町3丁目（高寺歩道橋交差点＝栃木県道47号真岡上三川線交点）
- 認定：1961年（昭和36年）4月1日

## 通過自治体
- 栃木県
  - 宇都宮市 - 河内郡上三川町 - 真岡市

## 交差する道路
- 栃木県道・茨城県道35号宇都宮結城線（宇都宮市東谷町・東谷町交差点）
- 新4号国道（河内郡上三川町磯岡・磯岡交差点）
- 栃木県道320号二宮宇都宮線（河内郡上三川町西汗・赤堀交差点）
- 栃木県道158号下岡本上三川線（河内郡上三川町東汗・宮岡橋西交差点）
- 国道408号（真岡市鬼怒ヶ丘・宮岡橋東交差点から鬼怒ヶ丘交差点まで重複）
- 国道408号鬼怒テクノ通り（真岡市亀山・真岡I.C北ランプ交差点）

## 歴史
- 1961年（昭和36年）4月1日 - 一般県道として認定。
- 2009年（平成21年）4月1日 - 終点が並木町四丁目交差点から高寺歩道橋交差点に変更[1]。
- 2010年（平成22年）2月7日 - 「新宮岡橋」供用開始

## 別名
- 亀山街道